# Modest Van Assche

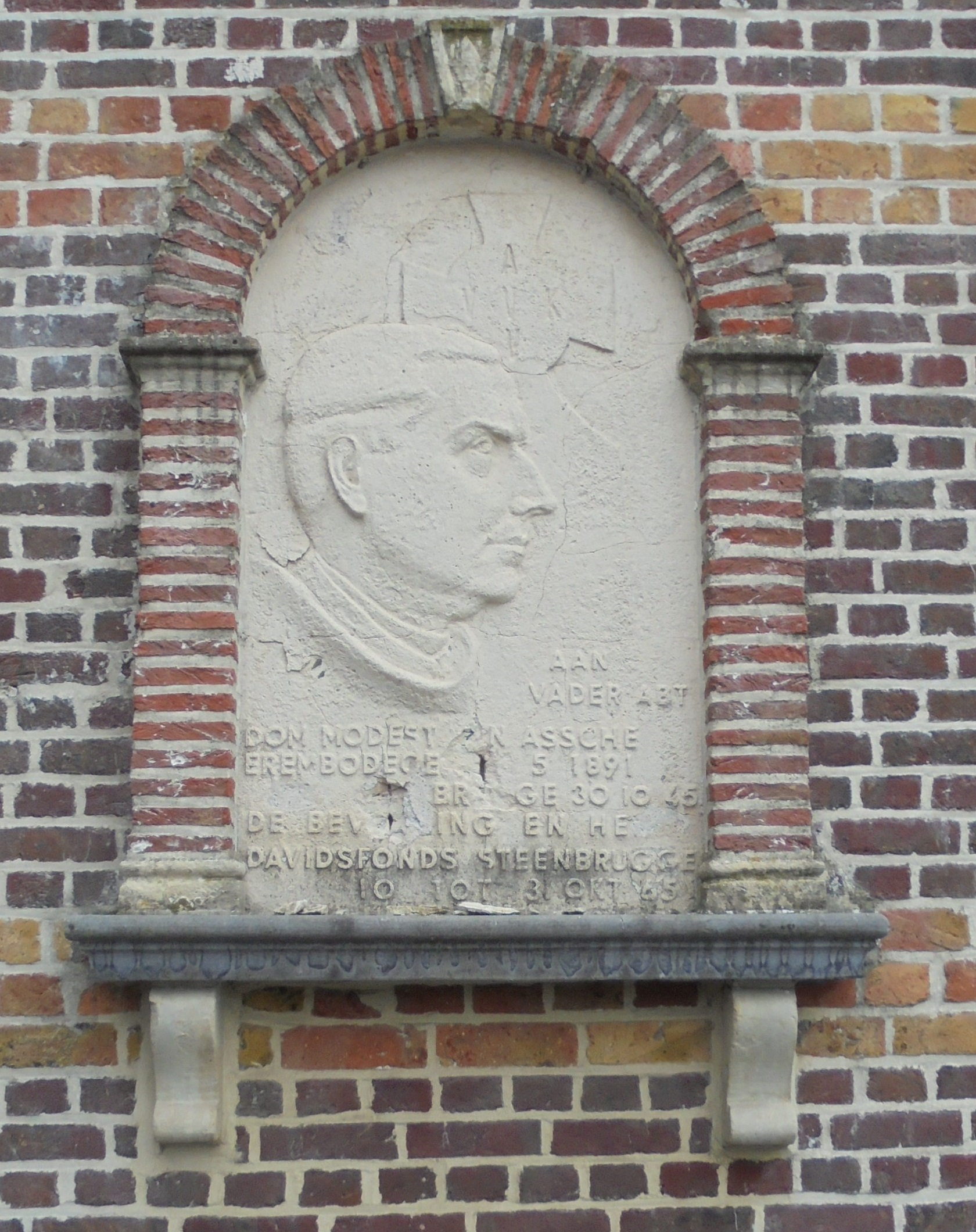
Gedenksteen van Dom Modest Van Assche bij de abdij in Assebroek.

Dom Modest Van Assche, geboren als Alfons Van Assche, (Erembodegem, 18 mei 1891 - Brugge, 30 oktober 1945) was een Belgisch benedictijn en abt van de Sint-Pietersabdij van Steenbrugge te Assebroek.

## Levensloop
In 1903 trad hij in als novice in de Sint-Pietersabdij van Steenbrugge en ontving als kloosternaam Modestus, later verwierf hij de tittel D.O.M, wat eigenlijk ‘Abt’ wil zeggen. 
Hij legde zijn plechtige geloften af in 1910 en werd te Brugge in 1913 tot priester gewijd.
Bij het uitbreken van de Eerste Wereldoorlog trok hij naar Engeland en was er een tijd lang leraar bij de Belgische vluchtelingen. Daarna was hij actief als brancardier en aalmoezenier in het Belgisch leger. 
Na de oorlog ging hij terug naar zijn abdij.
Tijdens het interbellum was hij actief in de Liturgische, de Vlaamse en de Vredesbeweging. Hij had goede contacten met andere Vlaamsgezinde geestelijken en was bevriend met professor Frans Daels van het IJzerbedevaartcomité. Bij de inwijding van de IJzertoren in 1930 sprak hij de menigte toe.
In 1932 werd hij tot abt verkozen in de abdij van Steenbrugge. Hij koos als devies In viam pacis, "op weg naar de vrede".
Toen in 1941 een  trein met uit krijgsgevangenschap terugkerende Vlaamse soldaten in Duitsland verongelukte trok de abt ernaartoe en droeg er een mis op.

## Na de Bevrijding
Kort na de bevrijding werd hij aangehouden en opgesloten in de gevangenis van Brugge. Hij werd ervan beschuldigd een verzetsman, de genaamde Gaston Roelandt (naar wie het centrale plein met dezelfde naam te Assebroek wordt genoemd), verklikt te hebben die wapens en munitie in de abdij had verstopt, alsook twee broeders die hiervan op de hoogte waren.
Na bemiddeling van minister Herman Vos kwam de abt terug vrij. Een maand later werd hij opnieuw geïnterneerd, ten gevolge van een omstreden getuigenis van de SD-medewerker, Gerhard Kling, een Duitse SS'er die door zijn oversten gestraft was voor chantage en afpersing. Behalve in de gevangenis van Brugge verbleef Modest Van Assche ook enkele maanden in de gevangenis van Vorst bij Brussel.
De reeds zwaar depressieve abt werd er geestelijk en lichamelijk mishandeld. Uiteindelijk bezweek Dom Modest in het Sint-Janshospitaal te Brugge aan de gevolgen van zijn gevangenschap. Zijn schuld werd nooit bewezen en geeft nog steeds aanleiding tot speculaties.
In 1961 werd een monument te zijner nagedachtenis opgericht in zijn geboorteplaats Erembodegem. Er werd ook een straat naar hem genoemd.